# بروروشاون
بروروشاون (به هلندی: Brouwershaven) یک منطقهٔ مسکونی در هلند است که در اسخائن-دایفه‌لاند واقع شده‌است. بروروشاون ۱٬۴۲۶ نفر جمعیت دارد.